# Явтухи
Явтухи́ — село в Україні, у Деражнянській міській громаді Хмельницького району Хмельницької області. Населення становить 660 осіб.

## Історія
Явтухи, раніше Руда-Паробоча, знаходиться 17 верст на захід від залізничної станції Бар. Одержали свою назву від імені шляхтича Єлтуха (Євтихія), якому була дана Руда-Паробоча Барським старостою Претвичем. В 1555 р. король Сигізмунд II Август підтвердив право пожиттєвого володіння за синами Єлтуха - Йоахимом і Йосипом." (АЮЗР, 8,1,178)
7 (20) листопада 1917 року, відповідно до Третього Універсалу Української Центральної Ради, увійшло до складу Української Народної Республіки.
12 червня 2020 року, відповідно до розпорядження Кабінету Міністрів України № 727-р «Про визначення адміністративних центрів та затвердження територій територіальних громад Хмельницької області», увійшло до складу Деражнянської міської громади.
19 липня 2020 року, в результаті адміністративно-територіальної реформи та ліквідації Деражнянського району, село увійшло до складу Хмельницького району.

## Відомі уродженці
- Грузевич Олександр Володимирович (1987—2022) — солдат Збройних сил України, учасник російсько-української війни.
- Йолтухівський Михайло Володимирович (* 1953) — доктор медичних наук; професор.
- Йолтуховський Микола Павлович — краєзнавець.
- Йолтуховський Микола Михайлович — генерал-лейтенант, командувач Північно-Західного напряму Прикордонних військ України.
- Ходаніцький Андрій Миколайович (1996—2022) — старший солдат Збройних сил України, учасник російсько-української війни.